# Gloria Kirby
Gloria Price Kirby (Niza, Francia, 19 de abril de 1928 - Tánger, Marruecos, 3 de agosto de 2017) fue una galerista, coleccionista y fotógrafa estadounidense, fundadora de la Galería Vandrés, Madrid. Vivió en Madrid y a partir de 1990 lo hizo en Tánger.

## Biografía
Gloria Kirby era nieta del magnate del imperio Woolworth, F.W. Kirby, e hija de Doris Landy Wayland y Summer Moore Kirby (1885–1945), que murió en el campo de concentración Buchenwald. Summer Moore Kirby se casó en 1934 en terceras nupcias con la princesa georgiana Leonida Georgievna Bagration, posteriormente madre de la gran duquesa María Vladímirovna Románova, jefa de la casa imperial de los Romanov. Gloria Kirby se casó en 1948 con Robert St Clair Conahay lll (1923–1984). Ambos tuvieron tres hijos: Richard Conahay, Cassandra Kirby–Conahay y Robert Conahay IV (1949–1979).

#### Coleccionista de arte
Desde 1970 Gloria Kirby coleccionaba arte. Su colección consta de más de mil obras de artistas internacionales, incluyendo obras de Rafael Bartolozzi, Claudio Bravo, Darío Villalba, Guillermo Pérez Villalta, Pablo Runyan, Rafael Armengol, Rafael Cidoncha, José Paredes Jardiel, Armando Pedrosa, Roberto González Fernández, Zush, Daniel Garbade, José Hernández, Juan Muñoz, Luis Gordillo,Juan Giralt, Antoni Mutadas, Joan Hernández Pijuan, Jordi Teixidor, Ceseepe, Costus, Teresa Gancedo o Miquel Navarro; obras en ocasiones expuestas en el Museo Nacional Centro de Arte Reina Sofía, como la de Juan Giralt en 2015.
Amiga del escritor Paul Bowles, donó en 2010 fotografías, muebles y documentos de su colección, compilados durante 15 años, para las salas dedicadas al escritor en el Museo del Legado Americano de Tánger.

#### Galerista
Vivió en Francia y estudió en Estados Unidos. En 1965 se trasladó a Madrid donde conoció a Fernando Vijande con quien fundó la Galería Vandrès. La importancia de la galería venía por la cuidada selección de artistas y la osadía de presentar exposiciones vanguardistas en tiempos del régimen de Franco. En este sentido fueron denunciados por su exposición de temática erótica: “Eros y el arte actual en España” en 1970, pero ganaron el juicio con la ayuda de personalidades del arte como las galeristas Elvira González o Juana Mordó. Otra muestra que llegó a sufrir la censura franquista era la colectiva “La Paloma” sobre Pablo Picasso en la que Alfredo Alcaín exponía un maniquí desnudo; la muestra se volvió a abrir a los pocos días, después de que al maniquí se le pusieran unas bragas. En 1980 la Galería Vandrès fue elegida como galería principal para la exposición en el Museo Solomon R. Guggenheim sobre arte español: New Images From Spain (1980), comisariado por Margit Rowell. Cerró la galería en 1980. Fernando Vijande volvió a abrir una galería bajo su propio nombre en un garaje en 1981. Fue ahí donde Vijande trajo a Andy Warhol por primera vez a Madrid.

## Literatura
- Claudia Arbulú Soto:Los Catalanes de París: un análisis estético, Dykinson,[8]
- Rafael Cervera Torres: Alaska y otras historias de la movida,Random House,Mondadori,[9]
- Pablo J. Rico: Veinticinco años de arte en España: creación en libertad,2003.
- Mariano Navarro:Andalucía y la modernidad: del Equipo 57 a la Generación de los 70, Centro Andaluz de Arte Contemporáneo (Seville, Spain),2002